# Fresnay-le-Samson
Fresnay-le-Samson é uma comuna francesa na região administrativa da Normandia, no departamento Orne. Estende-se por uma área de 6,88 km². Em 2010 a comuna tinha 86 habitantes (densidade: 12,5 hab./km²).